# Chanya Button
Pour les articles homonymes, voir Button.
Chanya Button, née en décembre 1986 à Londres, est une réalisatrice, scénariste et productrice britannique.

## Biographie
Née en 1986 à Londres,Chanya Button étudie le théâtre et la littérature à l’université d’Oxford. 
Elle devient ensuite assistante de mise en scène dans dess théâtres londoniens. Puis elle réalise des courts métrages remarqués. 
En 2016, elle réalise  un premier long-métrage, Burn Burn Burn, autoproduit. Puis sort sur les écrans en 2018,  Vita & Virginia, son deuxième long métrage,,,, présenté en première mondiale au Festival international du film de Toronto 2018. Elle y met en scène Virginia Woolf, dans un épisode biographique (sa relation amoureuse avec une autre femme, l'écrivaine Vita Sackville-West). Les deux femmes de lettres se sont rencontrées en 1922 et leur relation a duré presque une décennie. Mais cette relation et les échanges entre ces deux femmes de lettres ont été une source d'inspiration de
Virginia Woolf pour une œuvre importante dans son parcours, Orlando.

## Filmographie

### Comme réalisatrice
- 2011 : Frog/Robot (court métrage)
- 2012 : Fire (court métrage)
- 2013 : Alpha: Omega (court métrage)
- 2015 : Burn Burn Burn[3]
- 2018 : Vita and Virginia[5],[6],[7]

### Comme productrice
- 2012 : Fire (court métrage)
- 2013 : Alpha: Omega (court métrage)
- 2015 : Burn Burn Burn

### Comme scénariste
- 2013 : Alpha: Omega (court métrage)
- 2018 : Vita and Virginia